# Michelle Hurd

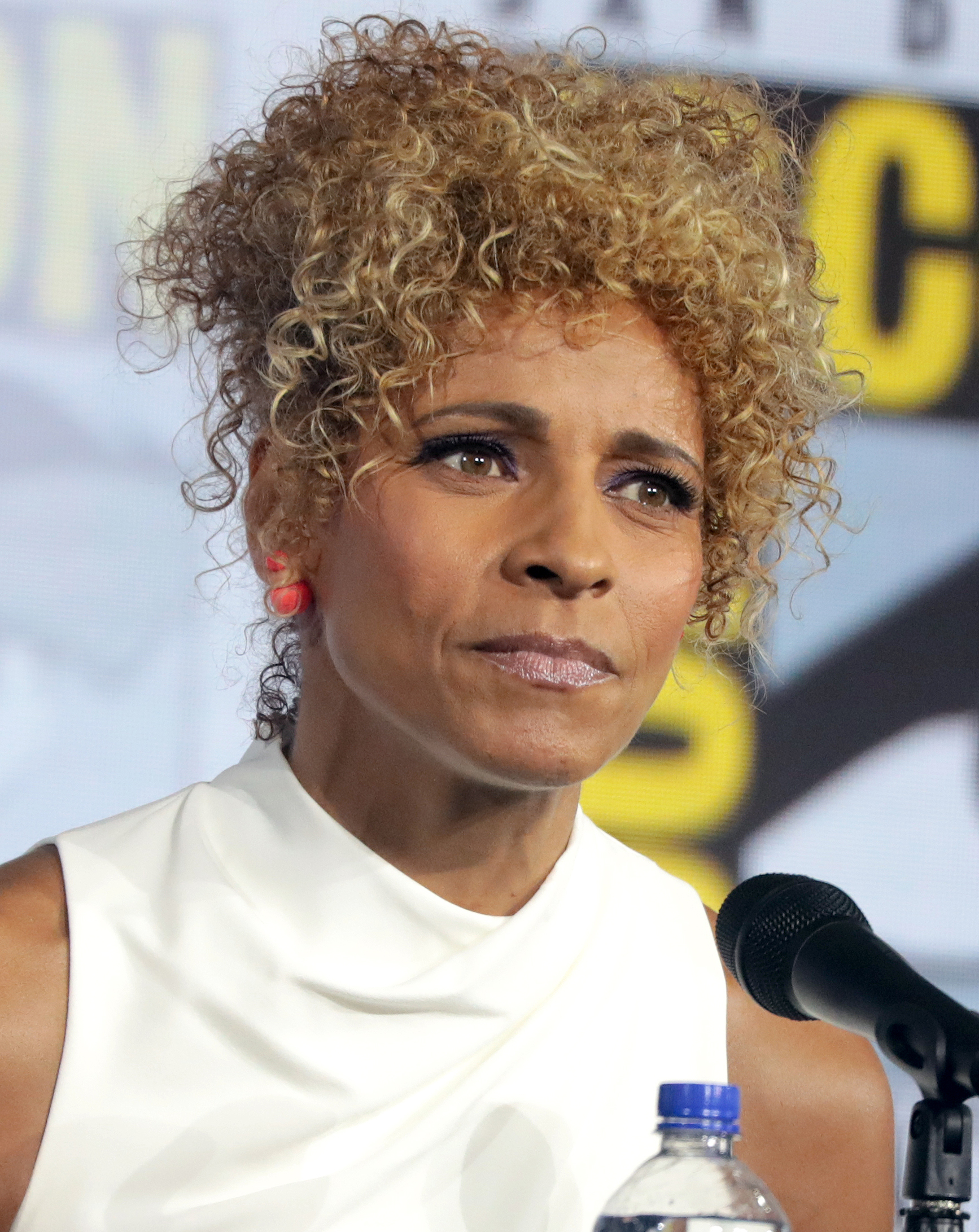
Michelle Hurd (2019)

Michelle Hurd (* 21. Dezember 1966 in New York City) ist eine US-amerikanische Fernseh- und Filmschauspielerin. Im deutschsprachigen Raum ist sie hauptsächlich in ihrer Rolle als Monique Jeffries in den ersten beiden Staffeln der Serie Law & Order: Special Victims Unit, als Colleen Manus in der Serie The Glades, als Alex in der 2. Staffel der Serie Witches of East End sowie durch ihre Rolle als Raffaella Musiker in Star Trek: Picard bekannt.

## Leben
Hurds schauspielerische Karriere begann im Jahre 1989, nachdem sie zuvor unter anderem an der Boston University studiert hatte. Anfangs war sie hauptsächlich am Broadway tätig, wo sie bei dem Stück 900 Oneonta auch ihren späteren Ehemann, den Schauspieler Garret Dillahunt, kennenlernte. Seit Ende der 1980er Jahre war sie in mehr als 65 Film- und Fernsehproduktionen zu sehen.

## Filmografie (Auswahl)
- 1994–1995: New York Undercover (Fernsehserie, 5 Episoden)
- 1995: New York News (Fernsehserie, Episode 1x05 Good-Bye Gator)
- 1997: Justice League of America (Fernsehfilm)
- 1997: Practice – Die Anwälte (The Practice, Fernsehserie, 2 Episoden)
- 1997: Law & Order (Fernsehserie, Episode 7x07 Entrapment)
- 1997–1998: Malcolm & Eddie (Fernsehserie, 8 Episoden)
- 1998: X-Factor: Das Unfassbare (Fernsehserie, Episode 2x03 Die Flucht)
- 1999: Personals
- 1999: Begegnung des Schicksals (Random Hearts)
- 1999–2001: Law & Order: Special Victims Unit (Fernsehserie, 25 Episoden)
- 2000: Double Parked
- 2001: The Fugitive (Fernsehserie, Episode 1x10 Lagniappe)
- 2001: Leap Years (Fernsehserie, 20 Episoden)
- 2003: Skins – Hautnah (Skin, Fernsehserie, 3 Episoden)
- 2003: According to Jim (Fernsehserie, 3 Episoden)
- 2004: O.C., California (The O.C., Fernsehserie, Episode 2x02 The Way We Were)
- 2005: Charmed – Zauberhafte Hexen (Charmed, Fernsehserie, Episode 7x18 Little Box of Horrors)
- 2005: Bones – Die Knochenjägerin (Bones, Fernsehserie, Episode 1x19 The Man in the Morgue)
- 2006: Play It by Ear
- 2006–2007: Emergency Room – Die Notaufnahme (ER, Fernsehserie, 6 Episoden)
- 2007–2008: Gossip Girl (Fernsehserie, 6 Episoden)
- 2010–2013: The Glades (Fernsehserie, 43 Episoden)
- 2011–2013: 90210 (Fernsehserie, 6 Episoden)
- 2015: Bosch (Fernsehserie, Episode 1x8, Chapter Eight: High Low)
- 2015: How to Get Away with Murder (Fernsehserie, Episode 1x13 Mama’s Here Now)
- 2014–2016, 2018–2019: Hawaii Five-0 (Fernsehserie, 8 Episoden)
- 2015: I Spit on Your Grave 3 (I Spit on Your Grave III: Vengeance is mine)
- 2015: Devious Maids – Schmutzige Geheimnisse (Devious Maids, Fernsehserie, 4 Episoden)
- 2015: Marvel’s Jessica Jones (Fernsehserie, Episode 1x13 AKA Smile)
- 2016: Marvel’s Daredevil (Fernsehserie, 6 Episoden)
- 2016: Ash vs Evil Dead (Fernsehserie, 6 Episoden)
- 2016–2019: Blindspot (Fernsehserie, 26 Episoden)
- 2017: Be Afraid
- 2017: We Don’t Belong Here
- 2017: Younger (Fernsehserie, Episode 4x06 A Close Shave)
- 2017–2018: Lethal Weapon (Fernsehserie, 4 Episoden)
- 2020–2023: Star Trek: Picard (Fernsehserie)
- 2020: Bad Hair
- 2021: Pose (Fernsehserie, Episode 3x04 Take Me to Church)
- 2023: The Walking Dead: Dead City (Fernsehserie, Episode 1x01 Old Acquaintances)
- 2023: Wo die Lüge hinfällt (Anyone but You)
- 2024: Kemba
- 2024: Inheritance
- 2025: You – Du wirst mich lieben (Fernsehserie, 2 Episoden)